# Municipio de Avren
El municipio de Avren (en búlgaro: Община Аврен) es un municipio búlgaro perteneciente a la provincia de Varna.
En 2011 tiene 8574 habitantes, el 63,41% búlgaros, el 17,52% turcos y el 10,52% gitanos. La capital municipal es Avren y la localidad más poblada es Dabravino.
Comprende un área rural ubicada al sur de Varna. El este del término municipal está en la costa del mar Negro. Por la parte costera del término pasa la carretera 9 que une Varna con Burgas.

## Pueblos
El municipio comprende 17 pueblos:
| Pueblo        | Cirílico     | Población (diciembre de 2009) |
| ------------- | ------------ | ----------------------------- |
| Avren         | Аврен        | 750                           |
| Benkovski     | Бенковски    | 445                           |
| Bliznatsi     | Близнаци     | 842                           |
| Bolyartsi     | Болярци      | 192                           |
| Dobri Dol     | Добри дол    | 34                            |
| Dabravino     | Дъбравино    | 1460                          |
| Kazashka Reka | Казашка река | 326                           |
| Kitka         | Китка        | 247                           |
| Krusha        | Круша        | 113                           |
| Priseltsi     | Приселци     | 849                           |
| Ravna Gora    | Равна гора   | 236                           |
| Sadovo        | Садово       | 351                           |
| Sindel        | Синдел       | 1259                          |
| Tsarevtsi     | Царевци      | 841                           |
| Trastikovo    | Тръстиково   | 657                           |
| Yunak         | Юнак         | 145                           |
| Zdravets      | Здравец      | 342                           |
| Total         |              | 9089                          |